# Geocapromys thoracatus
Geocapromys thoracatus е изчезнал вид бозайник от семейство Хутиеви (Capromyidae).